# Göran Söderlund (journalist)
För andra personer med samma namn, se Göran Söderlund.
Sten Göran Söderlund, född 11 maj 1944 i Stora Malms församling i Södermanlands län, död 21 januari 2021 i Katrineholms distrikt i Södermanlands län, var en svensk sportjournalist.
Göran Söderlund började på Katrineholms-Kuriren 1959 och kom till Smålands-Tidningen i Eksjö 1966. Han övertog faderns möbelaffär i hemstaden Katrineholm i slutet av 1960-talet, men återvände efter en kortare tid till journalistyrket och började 1969 på Expressen. Där verkade han i 30 år och bevakade bland annat fem vinter-OS på rad, följde längdskidlandslaget, fotbollslandslaget och Sveriges herrlandslag i ishockey Tre Kronor. Söderlund följde skidåkaren Ingemar Stenmark mellan 1978 och 1985, boxaren Anders ”Lillen” Eklunds väg till EM-titeln och Håkan Carlqvists säsong då denne blev motocrossvärldsmästare. År 1999 gav han ut boken 50 år med svenska fotbollsproffs i Italien: 1949–1999. 2015 började han på Idrottens Affärer.
Söderlund gifte sig 1969 med Anna-Karin Fagerberg (1948–1997) och fick två döttrar: Åsa (född 1971) och Ann Söderlund (född 1972).